# Пролећна изложба УЛУС-а (2004)
Пролећна изложба УЛУС-а (2004), одржана је 2004. године у Београду. Изложба је одржана у галеријском простору Удружења ликовних уметника Србије, односно у Уметничком павиљону "Цвијета Зузорић", у Београду.

## Уметнички савет
- Милица Жарковић
- Љиљана Мићовић
- Саво Пековић
- Вера Станарчевић
- Никола Шиндик

## Излагачи
1. Јан Агарски
2. Владимир Антић
3. Владимир Антовић
4. Ристо Антуновић
5. Ђорђе Арнаут
6. Снежана Арнаутовић
7. Гордана Башкот
8. Миливоје Богатиновић
9. Радомир Бранисављевић
10. Анита Бунчић
11. Марина Васиљевић-Кујунџић
12. Милош Васиљевић
13. Предраг Вукићевић
14. Биљана Вуковић
15. Сузана Вучковић
16. Марко Вукша
17. Силвиа Гладић
18. Иван Грачнер
19. Мирјана Денков
20. Горан Десанчић
21. Маја Ђокић
22. Милан Жунић
23. Милица Забрдац
24. Татјана Јанковић
25. Огњен Јеремић
26. Зоран Јовановић Добротин
27. Бранимир Карановић
28. Ивана Кривокапић
29. Владислав Коцарев
30. Предраг Кочовић
31. Марко Лађушић
32. Милена Максимовић
33. Драгана Марковић
34. Надежда Марковић
35. Весна Мартиновић-Маровић
36. Јелена Меркур
37. Биљана Миљковић
38. Слађана Милинковић
39. Јелена Минић
40. Александар Младеновић Лека
41. Миодраг Млађовић
42. Михаило Млинар
43. Лепосава Милошевић-Сибиновић
44. Ружица Митровић
45. Здравко Мирчета
46. Жељка Момиров
47. Даниела Морариу
48. Доминика Морариу
49. Сандра Мркајић
50. Наташа Надаждин
51. Тамара Недељковић
52. Љубица Николић
53. Бојан Оташевић
54. Александра Павићевић
55. Драгана Пајковић
56. Марко Пашић
57. Пепа Пашћан
58. Божидар Плазинић
59. Ивана Попов
60. Ставрос Поптсис
61. Срђан Радојковић
62. Симонида Радоњић
63. Тамара Ракић
64. Балша Рајчевић
65. Светлана Рибица
66. Драган Ристић
67. Зоран Станаревић
68. Милица Симоновић
69. Јошкин Шиљан
70. Предраг Терзић
71. Драгана Тодоровић
72. Нина Тодоровић
73. Станка Тодоровић
74. Томислав Тодоровић
75. Мирољуб Филиповић
76. Маријан Флоршиц
77. Даниела Фулгоси
78. Биљана Царић
79. Драган Цветковић